# Латинска црква у Глашинцу
Латинска црква у Глашинцу, месту у општини Житорађа, по претпоставци подигнута је у 4. веку. Проглашена је непокретним културним добром и заштићена је као споменик културе од изузетног значаја.

## Положај и изглед цркве
Латинска црква је смештена у близини села Глашинце, на једном узвишењу звано Глашинска чука. Претпоставка је да је у једном тренутку била посвећена Успењу Пресвете Богородице.
Црква је у основи једнобродна грађевина, зидана црвеном опеком, правоугаоног облика са полукружном олтарском апсидом. Унутрашњост цркве, са часном трпезом на западној страни има уклесан мањи крст у кругу, док је постамент за часну трпезу касније донет. У околини цркве посведочена је некропола, формирана од аморфних надгробника из 14. и 15. века.
Године 1949. црква је проглашена спомеником културе од изузетног значаја, са тим да стручна и систематска конзервација цркве није спроведена до краја. Неопходна су детаљна археолошка и историјска истраживања ради добијања потпутнијих података о некадашњем изгледу и животу цркве.